# مسجد لنبان
مسجد لنبان (بالفارسية: مسجد لنبان) هو مسجد تاريخي يعود إلى عصر السلالة الصفوية، ويقع في أصفهان.